# Saison 3 de Marvel : Les Agents du SHIELD
Chronologie
Saison 2 Saison 4
Cet article présente les vingt-deux épisodes de la troisième saison de la série télévisée américaine Marvel : Les Agents du SHIELD (Marvel's Agents of SHIELD).

## Synopsis
Après la victoire du SHIELD face aux Inhumains d'Outre-Monde, Coulson et son agence doivent maintenant faire face à de nombreuses apparitions de nouveaux Inhumains. Par ailleurs, ils n'auront plus aucun soutien du gouvernement après les évènements de Sokovie et la création d'une unité gouvernementale pour faire face à la menace des Inhumains, l'ATCU (Advanced Threat Containement Unit, traduit par Agence Tactique de Confinement d'Urgence dans la version française). Mais HYDRA, toujours en activité sous la direction de l'industriel et ancien membre du Conseil de Sécurité Mondial Gideon Malick, a décidé d'accomplir son objectif originel remontant à la nuit des temps : ramener un Inhumain particulier sur Terre pour que ce dernier domine le monde avec leur soutien.

## Distribution

### Acteurs principaux
- Clark Gregg (VF : Jean-Pol Brissart) : Directeur Phil Coulson
- Ming-Na Wen (VF : Yumi Fujimori) : Agent Melinda May
- Brett Dalton (VF : Franck Monsigny) : Grant Ward/Alveus/Hive (en)
- Chloe Bennet (VF : Victoria Grosbois) : Agent Daisy Johnson
- Iain De Caestecker (VF : Arnaud Laurent) : Agent Leo Fitz
- Elizabeth Henstridge (VF : Cindy Tempez) : Agent Jemma Simmons
- Henry Simmons (en) (VF : Jean-Paul Pitolin) : Agent Alphonso « Mack » Mackenzie (en)
- Luke Mitchell (VF : Nathanel Alimi) : Agent Lincoln Campbell
- Nick Blood (VF : Nessym Guetat) : Agent Lance Hunter (épisodes 1 à 13)
- Adrianne Palicki (VF : Barbara Beretta) : Agent Barbara Morse / Oiseau moqueur (épisodes 1 à 13)

### Acteurs récurrents
- Powers Boothe (VF : Jean Barney) : Gideon Malick, directeur d'HYDRA (11 épisodes)
- Mark Dacascos (VF : Laurent Morteau) : M. Giyera, le chef de la sécurité d'HYDRA (11 épisodes)
- Constance Zimmer (VF : Armelle Gallaud) : Rosalind Price, directrice de l'ATCU (8 épisodes)
- Blair Underwood (VF : Bruno Dubernat) : Dr Andrew Garner/ Lash (7 épisodes)
- Andrew Howard (VF : Patrick Laplace) : Luther Banks, chef des opérations de l'ATCU (6 épisodes)
- Juan Pablo Raba (es) (VF : Marc Saez) : Joey Gutierrez (6 épisodes)
- Matthew Willig (en) (VF : Michel Vigné) : Lash (en) (6 épisodes)
- Axle Withehead (VF : Emmanuel Gradi) : James Taylor James / Hellfire (en) (6 épisodes)
- Natalia Cordova-Buckley : Elena « Yo-Yo » Rodriguez (en) (5 épisodes)
- John Hannah (VF : Georges Caudron) : Dr Holden Radcliffe (5 épisodes)
- Adrian Pasdar (VF : Pierre-François Pistorio) : Brigadier-Général Glenn Talbot (4 épisodes)
- Spencer Treat Clark (VF : Benjamin Gasquet) : Alexander Braun / Werner von Strucker (en) (4 épisodes)
- Alicia Vela-Bailey : Alisha Whitley (4 épisodes)
- Daz Crawford (VF : Pascal Germain) : Kebo (4 épisodes)
- Derek Phillips (VF : Tristan Le Doze) : Agent O'Brien  (4 épisodes)
- Briana Venskus (VF : Ludivine Maffren) : Agent Piper (4 épisodes)
- Alexander Wraith : Agent Anderson (4 épisodes)

### Invités
- William Sadler (VF : Hervé Jolly) : Président Matthew Ellis (épisodes 1, 11 et 13)
- Dillon Casey (VF : David Kruger) : Will Daniels (épisodes 5 et 10)
- Brian Patrick Wade (VF : Laurent Maurel) : Carl Creel / l'Homme-Absorbant (épisode 12)
- Titus Welliver (VF : Jean-Louis Faure) : Agent Felix Blake (épisode 14)
- Gaius Charles (VF : Sebastien Desjours) : Ruben Mackenzie, le frère de Mack (épisode 14)

## Production

### Développement
Le 7 mai 2015, ABC et Marvel Television annoncent le renouvellement de la série pour une troisième saison.

### Casting
En juin 2015, Luke Mitchell et Henry Simmons (en) ont obtenu le statut d'acteur principal lors de cette saison.
Entre juillet 2015 et février 2016, Andrew Howard, Constance Zimmer, Blair Underwood, Matthew Willig (en), Juan Pablo Raba (es), Powers Boothe, Mark Dacascos et Natalia Cordova-Buckley ont obtenu un rôle récurrent lors de cette saison.

### Diffusions
Aux États-Unis, la série a été diffusée en simultané sur ABC et sur le réseau CTV, au Canada du 29 septembre 2015 au 17 mai 2016.
La diffusion francophone s'est déroulée ainsi :
En France, la saison a été diffusée du 30 octobre 2016 au 18 décembre 2016 sur Série Club. Elle a ensuite été diffusée du 28 mars 2017 au 9 mai 2017 sur W9 ;
En Belgique, elle a été diffusée du 11 novembre 2016 au 20 janvier 2017 sur Be 1

## Liste des épisodes

### Épisode 1:Les Lois de la nature
- États-Unis /  Canada : 29 septembre 2015 sur ABC[13] / CTV
- France :
  - 30 octobre 2016 sur Série Club[11]
  - 28 mars 2017 sur W9
- Belgique : 11 novembre 2016 sur Be 1[12]
- Suisse : 18 février 2017 sur RTS Deux[14]

- États-Unis : 4,9 millions de téléspectateurs[15] (première diffusion)
- Canada : 1,97 million de téléspectateurs[16] (première diffusion + différé 7 jours)
- France : 702 000 téléspectateurs[17](deuxième diffusion)

- Ido Mor (Yusef Hadad)
- Kate Hilliard (Tina Adams)
- Jude B. Lanston (Soldat #1)
- Daniel Messier (Homme trapu)

- Réapparition du président Ellis vu dans Iron Man 3.
- Plusieurs références à l'univers des films Marvel : aux désastres de New York, de Londres, de Washington, de la Sokovie et de la catastrophe chez Pym Tech (Ant-Man).

### Épisode 3:Le Genre inhumain
- États-Unis /  Canada : 13 octobre 2015 sur ABC / CTV
- France :
  - 30 octobre 2016 sur Série Club
  - 28 mars 2017 sur W9
- Belgique : 18 novembre 2016 sur Be 1
- Suisse : 11 mars 2017 sur RTS Deux

- États-Unis : 3,74 millions de téléspectateurs[20] (première diffusion)
- Canada : 1,69 million de téléspectateurs[21] (première diffusion + différé 7 jours)
- France : 535 000 téléspectateurs[17](deuxième diffusion)

- Dan Feuerriegel (Spud)
- Brett Edwards (Mercenaire Brown)
- Daniel Roebuck (John Donnelly)
- Micah Fitzgerald (Arbitre)
- Devan Chandler Long (Tat)
- David L. King (Maître)
- Shannon Hollander (Assistant)

- Lors d'une conversation, Lance Hunter mentionne l'adamantium.

### Épisode 4:Lash
- États-Unis /  Canada : 20 octobre 2015 sur ABC / CTV
- France :
  - 30 octobre 2016 sur Série Club
  - 4 avril 2017 sur W9
- Belgique : 18 novembre 2016 sur Be 1
- Suisse : 25 mars 2017 sur RTS Deux

- États-Unis : 3,85 millions de téléspectateurs[22] (première diffusion)
- Canada : 1,74 million de téléspectateurs[23] (première diffusion + différé 7 jours)
- France : 530 000 téléspectateurs[24](deuxième diffusion)

- Alexi Wasser (Lori Hanson)
- Nick Eversman (Shane Hanson)
- Chad Lindberg (Dwight Frye)

Lash, l'Inhumain bestial, fait trois nouvelles victimes (deux morts et une Inhumaine traumatisée), Daisy et Mack n'apprécient guère de devoir collaborer avec l'ATCU pour retrouver l'Inhumain, mais Coulson insiste afin d'essayer de tirer un maximum d'informations de l'agence gouvernementale. Daisy parvient alors à retrouver Dwight Frye, un informaticien qui envoyait des courriels comportant un virus afin de localiser les Inhumains. Contraint de travailler pour Lash, Frye voit en lui un mal nécessaire contre les Inhumains. Alors que Frye est transféré vers les cellules de l'ATCU avec Daisy et Mack, le convoi est attaqué par Lash, qui tue Frye mais épargne Daisy avant de reprendre forme humaine pour fuir.

### Épisode 5:4722 heures
- États-Unis /  Canada : 27 octobre 2015 sur ABC / CTV
- France :
  - 6 novembre 2016 sur Série Club
  - 4 avril 2017 sur W9
- Belgique : 25 novembre 2016 sur Be 1
- Suisse : 25 mars 2017 sur RTS Deux

- États-Unis : 3,81 millions de téléspectateurs[25] (première diffusion)
- Canada : 1,8 million de téléspectateurs[26] (première diffusion + différé 7 jours)
- France : 490 000 téléspectateurs[27](deuxième diffusion)

- Dillon Casey (Will Daniels)

- Toute la distribution principale sauf Jemma et Fitz durant les dernières minutes, est absente de cet épisode qui se déroule presque entièrement sur la planète désertique.

### Épisode 6:Le Monstre à l'intérieur
- États-Unis /  Canada : 3 novembre 2015 sur ABC / CTV
- France :
  - 6 novembre 2016 sur Série Club
  - 4 avril 2017 sur W9
- Belgique : 25 novembre 2016 sur Be 1
- Suisse : 1er avril 2017 sur RTS Deux

- États-Unis : 3,84 millions de téléspectateurs[28] (première diffusion)
- Canada : 1,85 million de téléspectateurs[29] (première diffusion + différé 7 jours)
- France : 400 000 téléspectateurs[30](deuxième diffusion)

- Hector Hugo (Jerome Deschamps)
- Anthony Corrales (Agent du SHIELD)
- Marco Martinez (Officier Stuart)
- Mike Miller (Médecin du SHIELD)

Andrew a survécu à l'explosion grâce à un agent du SHIELD envoyé par Coulson qui lui a permis de quitter les lieux à temps. Hunter est mis sur la touche, laissant May et Bobbi se charger personnellement de retrouver Werner von Strucker. Celui-ci est également traqué par Ward et se tourne donc vers Gideon Malick, un ancien ami du baron von Strucker. En infiltrant une banque où Werner garde ses passeports, May sent que Bobbi a encore des doutes quant à son retour sur le terrain.
Hunter cherche à s'occuper et rejoint Daisy et Mack, qui en sont venus à penser que Banks est Lash, usant de sa place au sein de l'ATCU pour trouver les Inhumains. Ils le traquent et récupèrent un échantillon de sang avant d'apprendre que Banks est appelé dans un entrepôt qui sert de couverture à l'ATCU. Grâce à l'un des robots de Fitz, ils espionnent les lieux et découvrent que les Inhumains capturés par l'ATCU sont placés en coma artificiel en attendant de trouver un remède ; Coulson est sur place avec Rosalind Price, lui ayant forcé la main afin d'avoir enfin quelques informations sur l’agence et sa directrice.

### Épisode 7:La Théorie du chaos
- États-Unis /  Canada : 10 novembre 2015 sur ABC / CTV
- France :
  - 6 novembre 2016 sur Série Club
  - 11 avril 2017 sur W9
- Belgique : 2 décembre 2016 sur Be 1
- Suisse : 22 avril 2017 sur RTS Deux

- États-Unis : 3,49 millions de téléspectateurs[31] (première diffusion)
- Canada : 1,98 million de téléspectateurs[32] (première diffusion + différé 7 jours)

- Jack Guzman (Agent du SHIELD #1)
- Kyle Russell Clements (Agent du SHIELD #2)

Price et Coulson organisent une réunion avec le Président des États-Unis pour montrer l'avancée de la collaboration contre les Inhumains. Cependant, May a découvert la vérité sur Andrew et tente de le raisonner avant qu'il ne tue encore. Andrew parvient à la maîtriser et lui explique comment tout est arrivé : au retour de leur voyage en amoureux à Hawaï, il a reçu des documents de Jiaying, dont un livre piégé avec un cristal tératogène. Les pulsions qui le transforment en Lash sont difficilement contrôlables et ont affecté son mental, le poussant à tuer des Inhumains qu'il estime dangereux, quelle que soit la raison. Au même moment, Lincoln reprend contact avec Mack et ensemble, ils parviennent à la même conclusion. Price ajourne la réunion pour lancer toutes leurs forces contre Andrew, qui perd le contrôle, devient Lash et tue plusieurs hommes avant d'être piégé. May est dévastée, Lincoln accepte de rester quelque temps avec le SHIELD. Cependant, Price a caché qu'elle devait en réalité amener Coulson à Malick, qui travaille désormais avec Ward à la destruction du SHIELD.

### Épisode 8:La Genèse du mal
- États-Unis /  Canada : 17 novembre 2015 sur ABC / CTV
- France : 
  - 13 novembre 2016 sur Série Club
  - 11 avril 2017 sur W9
- Belgique : 2 décembre 2016 sur Be 1

- États-Unis : 3,6 millions de téléspectateurs[33] (première diffusion)
- Canada : 1,96 million de téléspectateurs[34] (première diffusion + différé 7 jours)

- Nelson Franklin (en) (Steve Wilson)
- Astrea Campbell-Cobb (Hôtesse de l’air)

### Épisode 9:Prêt à tout
- États-Unis /  Canada : 1er décembre 2015 sur ABC / CTV
- France : 
  - 13 novembre 2016 sur Série Club
  - 11 avril 2017 sur W9
- Belgique : 9 décembre 2016 sur Be 1
- Suisse : 6 mai 2017 sur RTS Deux

- États-Unis : 3,84 millions de téléspectateurs[35] (première diffusion)
- Canada : 1,85 million de téléspectateurs[36] (première diffusion + différé 7 jours)

- Tyler Ritter (Thomas Ward)

Coulson et Rosalind partagent leurs idées pour combattre Malick quand Ward abat la directrice de l'ATCU avec un fusil sniper, autant pour couvrir ses traces que pour blesser Coulson. Coulson parvient à rejoindre le QG du SHIELD, furieux, et commence à interroger tous ceux qui ont côtoyé Ward pour cerner le personnage et le frapper personnellement. Il trouve ainsi la seule personne à laquelle Ward tient : son petit frère Thomas, qui fuit son frère aîné depuis 15 ans. Il part donc le retrouver avec Bobbi et Hunter, laissant la charge de directeur à Mack.

### Épisode 10:Maveth
- États-Unis /  Canada : 8 décembre 2015 sur ABC / CTV
- France : 
  - 13 novembre 2016 sur Série Club
  - 18 avril 2017 sur W9
- Belgique : 9 décembre 2016 sur Be 1
- Suisse : 6 mai 2017 sur RTS Deux

- États-Unis : 3,85 millions de téléspectateurs[37] (première diffusion)
- Canada : 1,77 million de téléspectateurs[38] (première diffusion + différé 7 jours)

- Dillon Casey (Will Daniels)
- Garrett Hines (Soldat d'HYDRA #1)
- Brandon Ford Green (Soldat d'HYDRA #2)

- Cet épisode est le dernier avant la pause hivernale aux États-Unis.

### Épisode 11:D'un battement de cœur
- États-Unis /  Canada : 8 mars 2016 sur ABC[39] / CTV
- France : 
  - 20 novembre 2016 sur Série Club
  - 18 avril 2017 sur W9
- Belgique : 16 décembre 2016 sur Be 1
- Suisse : 13 mai 2017 sur RTS Deux

- États-Unis : 3,52 millions de téléspectateurs[40] (première diffusion)
- Canada : 1,517 million de téléspectateurs[41] (première diffusion + différé 7 jours)

- Yancey Arias (Colonel Victor Ramon)
- Gabriel Salvador (Lucio)
- Paul Lincoln Alayo (Francisco Rodriguez)
- Vance Valencia (Vieil homme turc)
- Jaime Alvarez (Officier principal)
- Ronnie Alvarez (Officier en uniforme)
- Eric Thomas Wilson (Garde d'HYDRA)

Coulson organise une rencontre secrète avec le Président, qui accepte de laisser le SHIELD opérer dans l'ombre pendant qu'il reconnaitra officiellement l'ATCU comme force de lutte contre les Inhumains. Décidé à retrouver Gideon Malick, Coulson espère trouver une piste dans la mémoire de Werner von Strucker, dans un coma profond depuis la séance de torture qu'il a subie, et bien que Coulson n'ait toujours pas confiance en lui, le don électrique de Lincoln pourrait être utile afin de servir d'électrochoc.
Daisy, Joey, Bobbi, Hunter et Mack sont envoyés en Colombie pour retrouver un Inhumain qui a dérobé plusieurs caisses d'armes. L'Inhumain est Elena, une femme capable de se déplacer à très grande vitesse en un point avant de revenir à son point de départ en un instant, mais elle affirme qu'elle a volé les armes pour éviter que des policiers corrompus ne s'en emparent. Grâce à leur nouvelle alliée, l'équipe arrive à détruire les armes et capturer un Inhumain dangereux. Mais au même moment, Coulson est parvenu à entrer en contact avec Malick, qui récupère l'Inhumain à son tour. Alors que Daisy espérait qu'Elena rejoindrait son équipe au sein du SHIELD, elle préfère rester dans son pays mais garde le contact. Coulson découvre qui remplacera Rosalind Price à la tête de l'ATCU : Glenn Talbot.

### Épisode 12:Symposium
- États-Unis /  Canada : 15 mars 2016 sur ABC / CTV
- France : 
  - 20 novembre 2016 sur Série Club
  - 18 avril 2017 sur W9
- Belgique : 16 décembre 2016 sur Be 1
- Suisse : 13 mai 2017 sur RTS Deux

- États-Unis : 2,94 millions de téléspectateurs[42] (première diffusion)
- Canada : 1,37 million de téléspectateurs[43] (première diffusion + différé 7 jours)

- Brian Patrick Wade (Carl Creel / l'Homme-Absorbant)
- Ravil Isyanov (Anton Petrov)
- Gabriel Salvador (Lucio)
- Alexandra Chun (Xiao Chen)
- Melissa Bickerton (Ellen King)
- Tohoru Masamune (Haruto Yakimura)
- Bayo Akinfemi (Nathi Zuma)

Le Président a organisé un congrès pacifique à Taïwan entre les superpuissances mondiales pour étudier le problème Inhumain. Coulson et Talbot sont envoyés comme représentants afin de contrer les plans d'un éventuel traître vendu à HYDRA et Malick. Talbot a un allié qui met mal à l’aise le SHIELD : il a recruté Carl Creel, libéré du conditionnement infligé par HYDRA, comme garde du corps. Au congrès, Coulson se veut vigilant et soupçonne toute personne méfiante envers les Inhumains avant de découvrir que le traître est Talbot lui-même, contraint par Malick qui a fait enlever son fils dès qu'il a su que le militaire prenait la tête de l'ATCU. Coulson laisse May, Hunter et Bobbi récupérer le fils de Talbot. Sans surprise, Malick trahit Talbot, qui fait appel à Creel pour se libérer.

### Épisode 13:Coup de froid
- États-Unis /  Canada : 22 mars 2016 sur ABC / CTV
- France : 
  - 20 novembre 2016 sur Série Club
  - 25 avril 2017 sur W9
- Belgique : 23 décembre 2016 sur Be 1
- Suisse : 15 juillet 2017 sur RTS Deux

- États-Unis : 2,88 millions de téléspectateurs[44] (première diffusion)
- Canada : 1,635 million de téléspectateurs[45] (première diffusion + différé 7 jours)

- Bethany Joy Lenz (Stephanie Malick)
- William Sadler (Président Matthew Ellis)
- Ravil Isyanov (Anton Petrov)
- Endre Hules (Premier Ministre Dimitri Olshenko)
- Kristof Konrad (Général Androvich)
- Ivo Nandi (Inspecteur Duval)
- Julia Aks (Serveuse)
- Roman Varshavsky (Agent du FSO)
- Vladimir Orlov (Soldat russe)

Bobbi et Hunter sont interrogés par un agent d'Interpol au sujet du meurtre d'Anton Petrov. Flashback 34 heures auparavant : cachés dans la soute du jet de Malick accompagnant Petrov en Russie, les deux agents se trouvent à proximité d'une centrale atomique. Après avoir mis hors-jeu les soldats aux alentours, ils investissent les lieux. Avec l'aide de May, Daisy et Mack, Bobbi surprend Malick en pleine discussion avec Petrov. May et Hunter découvrent le corps d'un assistant du Premier ministre russe. Tué par Petrov, il était selon lui contre le projet de l'installation d'une base d'HYDRA. Malick a l'intention de s'allier avec les Inhumains et le fait d'avoir tué cet homme ne le fera pas renoncer à la résurrection d'HYDRA. Coulson comprend ainsi qu'un complot se trame pour tuer le premier ministre Olshenko et fait intervenir May, Mack, Daisy, Bobbi et Hunter. 
- Bobbi Morse et Lance Hunter font leur dernière apparition en tant que membres du SHIELD.

### Épisode 14:Les Chiens de garde
- États-Unis /  Canada : 29 mars 2016 sur ABC / CTV
- France : 
  - 27 novembre 2016 sur Série Club
  - 25 avril 2017 sur W9
- Belgique : 23 décembre 2016 sur Be 1
- Suisse : 5 août 2017 sur RTS Deux

- États-Unis : 3,2 millions de téléspectateurs[46] (première diffusion)
- Canada : 1,568 million de téléspectateurs[47] (première diffusion + différé 7 jours)

- Justin Morck (Alpha)
- Gaius Charles (Ruben Mackenzie)
- Trenton Rostedt (Dallas Wyatt)
- Titus Welliver (Agent Felix Blake)
- D. Elliot Woods (Victor)
- Jonathan Camp (Oscar)

- Le nitramène, matière utilisée par les Chiens de Garde et créée par Howard Stark, avait été introduite dans la série télévisée Agent Carter.[réf. nécessaire]

### Épisode 15:L'Espace-temps
- États-Unis /  Canada : 5 avril 2016 sur ABC / CTV
- France : 
  - 27 novembre 2016 sur Série Club
  - 25 avril 2017 sur W9
- Belgique : 30 décembre 2016 sur Be 1
- Suisse : 5 août 2017 sur RTS Deux

- États-Unis : 2,81 millions de téléspectateurs[48] (première diffusion)
- Canada : 1,577 million de téléspectateurs[49] (première diffusion + différé 7 jours)

- Alexander Wraith (Agent Anderson)
- Bjorn Johnson (Charles Hinton)
- Wolfgang Bodison (Edwin Abbot)
- Lola Glaudini (Polly Hinton)
- Markus Flanagan (Rowan Hamilton)
- Scott Broderick (Officier Bowie)
- Matt Ferrucci (Agent du SHIELD)
- Andrew Thacher (Avocat de Rowan #1)

Un homme sans histoires appelle les secours et demande Daisy Johnson. Quand le SHIELD apparait, il sait qu'il va mourir : Charles, un SDF, a le pouvoir de révéler les derniers instants de sa vie par simple contact physique. Et comme il l’avait prévu, il est abattu par HYDRA venu récupérer l'Inhumain. En tentant de le garder, Daisy le touche, obtenant un aperçu de l'avenir. Pour empêcher la réalisation des événements, Coulson décide d'envoyer May à la place de Daisy, qui va utiliser ses visions pour préparer l'attaque, bien qu'ils ignorent où elle aura lieu. Ce sera dans les bâtiments de Transia Corp, une compagnie spécialisée dans les exosquelettes qui a aidé à concevoir la prothèse de Coulson. Malick lance une OPA hostile sur conseil d'Alveus, qui lui offre un exosquelette décuplant sa force physique, tel l'Inhumain qu'il n'est pas.

### Épisode 16:L'Héritage
- États-Unis /  Canada : 12 avril 2016 sur ABC / CTV
- France :
  - 27 novembre 2016 sur Série Club
  - 2 mai 2017 sur W9
- Belgique : 30 décembre 2016 sur Be 1
- Suisse : 12 août 2017 sur RTS Deux

- États-Unis : 3,01 millions de téléspectateurs[51] (première diffusion)
- Canada : 1,722 million de téléspectateurs[52] (première diffusion + différé 7 jours)

- Reed Diamond (Daniel Whitehall)
- Cameron Palatas (Gideon Malick jeune)
- Joel Courtney (Nathaniel Malick)
- Mark Atteberry (Kirk Vogel)
- Ana Zimhart (Agent du SHIELD)
- Henry Leblanc (Proche du défunt)
- Bethany Joy Lenz (Stephanie Malick)

Malick retourne dans sa demeure familiale, où sa fille Stephanie a préparé une réunion des membres d'HYDRA dévoués au retour de l’Inhumain. Cependant, sa rencontre avec Charles l'a troublé car désormais, il sait que l'Inhumain le tuera un jour, et il commence à se souvenir des premiers moments où il a participé aux cérémonies : peu après la mort de son père, Whitehall avait révélé à Gideon et son frère Nathaniel que leur père avait une astuce pour ne pas être sélectionné pour être envoyé sur Maveth : une pierre marquée. Gideon l'a gardé en secret, provoquant la mort de son frère qui fut envoyé dans le portail.
Le SHIELD essaie de récupérer des informations sur la nouvelle nature de Ward et trouve, en suivant Giyera, des premiers indices : l'Inhumain serait une forme de parasite vivant dans des corps morts et se nourrissant de chair humaine. Giyera est capturé mais il parvient à se libérer et prendre en otage une partie des agents, excepté Daisy et Lincoln, partis à la rencontre d'un prétendant Inhumain chassé d'Outre-Monde avec plusieurs documents de Jiaying. Quand ils reçoivent le signal de l’attaque, l'heure semble venue de rappeler les Secret Warriors.

### Épisode 17:Tous pour un
- États-Unis /  Canada : 19 avril 2016 sur ABC / CTV
- France :
  - 4 décembre 2016 sur Série Club
  - 2 mai 2017 sur W9
- Belgique : 6 janvier 2017 sur Be 1
- Suisse : 12 août 2017 sur RTS Deux

- États-Unis : 2,85 millions de téléspectateurs[53] (première diffusion)
- Canada : 1,669 million de téléspectateurs[54] (première diffusion + différé 7 jours)

- Gabriel Salvador (Lucio)
- Rob Silverman (Kevin)

- Première apparition de l'équipe des Secret Warriors dans la série[55].

### Épisode 18:Le Recrutement
- États-Unis /  Canada : 26 avril 2016 sur ABC / CTV
- France :
  - 4 décembre 2016 sur Série Club
  - 2 mai 2017 sur W9
- Belgique : 6 janvier 2017 sur Be 1
- Suisse : 19 août 2017 sur RTS Deux

- États-Unis : 3,22 millions de téléspectateurs[56] (première diffusion)
- Canada : 1,91 million de téléspectateurs[57] (première diffusion + différé 7 jours)

- Camille De Pazzis (Anon)
- Rudy Dobrev (Barman)

### Épisode 19:À feu et à sang
- États-Unis /  Canada : 3 mai 2016 sur ABC / CTV
- France :
  - 11 décembre 2016 sur Série Club
  - 9 mai 2017 sur W9
- Belgique : 13 janvier 2017 sur Be 1
- Suisse : 19 août 2017 sur RTS Deux

- États-Unis : 2,92 millions de téléspectateurs[58] (première diffusion)
- Canada : 1,47 million de téléspectateurs[59] (première diffusion + différé 7 jours)

- Mark Atteberry (Kirk Vogel)
- Lynn Longosz (Faucheur Kree #1)
- Chris Hubbard (Faucheur Kree #2)
- Jason Glover (Chasseur Maya / Alveus )

- Cet épisode sert de prologue au film Captain America: Civil War[60].

### Épisode 20:Émancipation
- États-Unis /  Canada : 10 mai 2016 sur ABC / CTV
- France :
  - 11 décembre 2016 sur Série Club
  - 9 mai 2017 sur W9
- Belgique : 13 janvier 2017 sur Be 1
- Suisse : 26 août 2017 sur RTS Deux

- États-Unis : 2,93 millions de téléspectateurs[61] (première diffusion)
- Canada : 1,45 million de téléspectateurs[62] (première diffusion + différé 7 jours)

- Trevor Torseth (Pete Boggs)
- Jean Paul San Pedro (Jackson)
- Courtney Friel (Présentateur du journal)
- Jason Sweat (Recrue #1)

- Les événements survenus dans le film Captain America: Civil War ont une incidence directe sur cet épisode et les deux suivants[60].

### Épisode 21:Absolution
- États-Unis /  Canada : 17 mai 2016 sur ABC[63] / CTV
- France :
  - 18 décembre 2016 sur Série Club
  - 9 mai 2017 sur W9
- Belgique : 20 janvier 2017 sur Be 1
- Suisse : 26 août 2017 sur RTS Deux

- États-Unis : 3,03 millions de téléspectateurs[64] (première diffusion)
- Canada : 1,52 million de téléspectateurs[65] (première diffusion + différé 7 jours)

- Patrick John Hurley (Lieutenant-Général Andaz)
- Dorian Gregory (Sous-Secrétaire Walter Thomas)
- Alan Heitz (Soldat Graham)
- Hart Turner (Hudson)

### Épisode 22:Ascension
- États-Unis /  Canada : 17 mai 2016 sur ABC[63] / CTV
- France :
  - 18 décembre 2016 sur Série Club
  - 9 mai 2017 sur W9
- Belgique : 20 janvier 2017 sur Be 1
- Suisse :  9 septembre 2017 sur RTS Deux

- États-Unis : 3,03 millions de téléspectateurs[64] (première diffusion)
- Canada : 1,52 million de téléspectateurs[65] (première diffusion + différé 7 jours)

- Lola Glaudini (Polly Hinton)
- Amanda Rea (AIDA)